# 馬祖郷
馬祖郷（ばそごう、簡: 马祖乡）は、中華人民共和国福建省福州市連江県の郷。管轄区域は、中華民国が福建省連江県として実効支配している範囲（馬祖列島）と一致する。中華人民共和国の施政権が及んでいないため、名目上のみ存在する行政区画となっている。

## 概要
1990年代以前、連江県人民政府は両岸分断以前からの行政区画である「竿塘郷」を引き続き適用させていた。竿塘郷は馬祖列島のうち南竿地区・北竿地区のみを管轄区域とし、東引（東湧）地区は羅源県、白犬（白肯）地区は長楽県の管轄としていた。「馬祖郷」の名は1990年代以降の政府刊行物に見られ、東引・白犬を管轄区域に含んでいる点が竿塘郷と異なる。

## 政治
馬祖列島に関する業務は連江県台湾工作弁公室が担当しており、馬祖郷人民政府・馬祖郷長・中国共産党馬祖郷党委書記といった組織や役職は設置されていない。連江県人民大会には馬祖郷代表の議席が存在するが、誰も割り当てられておらず空席である。

## 交通
- G639国道（中国語版）（未開通）

639国道の計画は中華人民共和国国務院が2022年に発表した「国家公路網規則」に記載されており、ルートは「馬祖 - 福州」と指定されている。2023年に発表された計画では、福州市馬尾区の琅岐島から日荘礁・七星礁を経由して南竿島の四維村に至る全長27.2kmの橋を建設することが想定されている。